# ارسال مجدد سریع
ارسال مجدد سریع یکی از راهکارهای قرارداد هدایت انتقال یا TCP جهت کاهش زمان انتظار فرستنده جهت ارسال مجدد بسته گم شده در شبکه می‌باشد.
زمانی که ACK بسته‌ای به صورت چهار بار متوالی به فرستنده برگردد، در این صورت TCP منتظر انقضای تایمر نمانده و بسته را دوباره ارسال می‌نماید.